# Левин, Беньямин Менаше
Левин Беньямин Менаше (10 мая 1879, Городец — 1 апреля 1944, Иерусалим) — педагог, исследователь Талмуда. Доктор философии.

## Биография
Беньямин Менаше Levin родился в местечке Городец Могилёвской губернии в семье землевладельца Меeра Левина. После смерти отца в 1884, воспитанием его занялся старший брат Шимон Иосиф. Учился в иешивах Жлобина, Рогачёва, Бобруйска, сдал экзамен на звание раввина. Был призван и служил в русской армии шесть месяцев. Давал уроки сыну А.-И. Кука Цви-Иегуде, а также детям Шломо Карлебаха. В 1906 учился в раввинской семинарии (Берлин). Занимаясь в университете Берна, основал объединение еврейских ортодоксальных студентов «Тахкемони».
В 1912 эмигрировал в Эрец-Исраэль. Директор школы «Нецах Исраэль» в Петах-Тикве. В 1930-е годы оставил преподавание и посвятил себя работе по созданию многотомного издания «Оцар га-гаоним» — собрания еврейской литературы периода Талмуда. При жизни Левина вышло в свет 12 томов. Основал общество «Алума» по изучению иудаизма и создал при нём иешиву нового типа, где изучение религиозных дисциплин сочеталось со светскими предметами.